# Weston (Washington)
Weston az Amerikai Egyesült Államok északnyugati részén, Washington állam King megyéjében elhelyezkedő kísértetváros.

## Történet
Az 1855–1856 körül megnyitott vasútállomáson gépház, telegráfállomás, víztartály, fordítókorong, lakóépületek és ebédlők voltak.
1891–1892-ben a Northern Pacific nyugati kisegítő állomását Lesterbe költöztette.
A telegráfállomás 1915-ig, a Stampede-szoroson áthaladó pálya kétvágányúsításáig működött.

## Fordítás
- Ez a szócikk részben vagy egészben  a   Weston, Washington című angol Wikipédia-szócikk ezen változatának fordításán alapul.  Az eredeti cikk szerkesztőit annak laptörténete sorolja fel. Ez a jelzés csupán a megfogalmazás eredetét és a szerzői jogokat jelzi, nem szolgál a cikkben szereplő információk forrásmegjelöléseként.